# Pori Bears 2011
Questa voce raccoglie le informazioni riguardanti i Pori Bears nelle competizioni ufficiali della stagione 2011.

## II-divisioona 2011

### Stagione regolare
| Pori 14 maggio 2011, ore 14:00 1ª giornata | Pori Bears | 29 – 0 | Salo Scorpions | Porin urheilukeskus |

| Raisio 21 maggio 2011, ore 13:00 2ª giornata | Lieto Oakmen | 3 – 48 | Pori Bears | Kerttulan Urheilukenttä |

| Vaasa 5 giugno 2011, ore 14:00 3ª giornata | Vaasa Vikings | 7 – 21 | Pori Bears | Palosaaren kenttä |

| Pori 2 luglio 2011, ore 15:00 6ª giornata | Pori Bears | 61 – 0 | Lieto Oakmen | Porin urheilukeskus |

| Pori 9 luglio 2011, ore 15:00 7ª giornata | Pori Bears | 33 – 0 | Vaasa Vikings | Porin urheilukeskus |

| Pertteli 23 luglio 2011, ore 14:30 9ª giornata | Salo Scorpions | 0 – 40 | Pori Bears | Kaivolan pallokenttä |

### Playoff
| Pori 13 agosto 2011, ore 15:00 Semifinale | Pori Bears | 42 – 6 | East City Giants | Porin urheilukeskus |

| Pori 21 agosto 2011, ore 16:00 Rautamalja | Pori Bears | 43 – 7 | Sipoo Bulldogs | Porin urheilukeskus |

## Statistiche di squadra
| Competizione      | %Vittorie | In casa | In casa | In casa | In casa | In casa | In casa | In trasferta | In trasferta | In trasferta | In trasferta | In trasferta | In trasferta | Totale | Totale | Totale | Totale | Totale | Totale |
| Competizione      | %Vittorie | G       | V       | N       | P       | Pf      | Ps      | G            | V            | N            | P            | Pf           | Ps           | G      | V      | N      | P      | Pf     | Ps     |
| ----------------- | --------- | ------- | ------- | ------- | ------- | ------- | ------- | ------------ | ------------ | ------------ | ------------ | ------------ | ------------ | ------ | ------ | ------ | ------ | ------ | ------ |
| Stagione regolare | 1.000     | 3       | 3       | 0       | 0       | 123     | 0       | 3            | 3            | 0            | 0            | 109          | 10           | 6      | 6      | 0      | 0      | 232    | 10     |
| Playoff           | 1.000     | 2       | 2       | 0       | 0       | 85      | 13      | 0            | 0            | 0            | 0            | 0            | 0            | 2      | 2      | 0      | 0      | 85     | 13     |
| Totale            | 1.000     | 5       | 5       | 0       | 0       | 208     | 13      | 3            | 3            | 0            | 0            | 109          | 10           | 8      | 8      | 0      | 0      | 317    | 23     |